# La danza de la cautiva

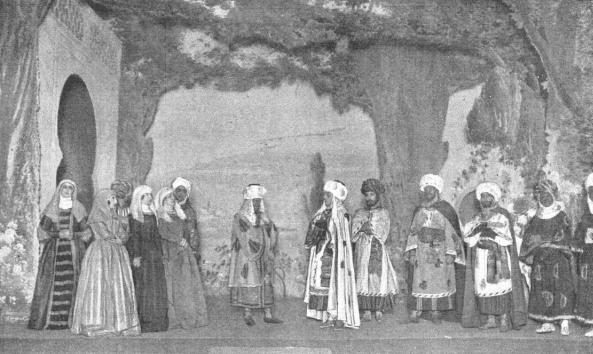
Imagen del estreno en 1921

La danza de la cautiva es una obra de teatro en verso, escrita por Eduardo Marquina y estrenada en 1921.

## Argumento
Ambientada en la remota Arabia de tiempo atrás, la bella y cristiana Isabel, es capturada por las huestes moras, y en su cautiverio logra resistir los avances lascivos del musulmán Omar, ayudado por el judío Levi.

## Estreno
- Teatro Español, Madrid, 5 de enero de 1921.
  - Intérpretes: Carmen Ruiz Moragas (Isabel), Ricardo Calvo (Omar), Fernando Porredón (Levi).